# الدوري السعودي للمحترفين
الدوري السعودي للمحترفين أو دوري روشن السعودي لأسباب الرعاية، هي البطولة الرئيسية لكرة القدم في المملكة العربية السعودية، وثاني أغلى مسابقة في القارة الآسيوية، حيث تصل قيمتها السوقية إلى 473,70 مليون يورو. لُعِبت أول بطولة دوري سعودي لكرة القدم في موسم 1976–77 باسم «الدوري الممتاز»، وحصل الفريق الفائز على درع الدوري، وقبلها بموسم 1974–75 لعبت مسابقة أولية بمسمى «الدوري التصنيفي» لأن الفرق كانت تُصنّف ما بين درجة ممتازة أو درجة أولى وذلك حسب نتائجها في ذلك الموسم، ومن ثم في عام 1991 تغيّر مسماه إلى كأس دوري خادم الحرمين الشريفين لأندية الدرجة الممتازة بعد استحداث نظام المربع الذهبي. وفي 2007 جرى إلغاء المربع الذهبي وسُمّي باسمه الحالي. يُعتبر الهلال النادي الأكثر حصولًا على بطولات الدوري بمجموع 19 بطولة، وهو حامل اللقب الحالي بعد فوزه بلقب 2023–24.

## التاريخ
قبل تأسيس الاتحاد السعودي لكرة القدم لُعبت أول بطولة سعودية رسمية بنظام خروج المغلوب في عام 1951 حيث قامت الجهة الرسمية المشرفة على كرة القدم في البلاد الإدارة العامة للرياضة والكشافة التابعة لوزارة الداخلية «آنذاك» بتنظيم بطولة كرة قدم بمسمى كأس الأمير عبد الله الفيصل بن عبد العزيز آل سعود (وزير الداخلية آنذاك) وحصل على البطولة نادي الاتحاد.
تعتبر البطولات ما بين عامي 1957–1974 رسمياً جزء من بطولات كأس الملك السعودي. لكن بحسب آراء بعض الباحثين مثل نبيه ساعتي فإنه يعتبر أن بداية مسابقتي الدوري السعودي ودوري الكأس بدأتا عام 1377 هجري (1957)، وكتب: «بدأ الدوري السعودي العام في عام 1957 بين أندية مكة وجدة ثم أندية الرياض ثم أندية المنطقة الشرقية ثم أندية القصيم ثم أندية حائل، وكانت دوريات المناطق عبارة عن تصفيات للوصول إلى نهائيات الدوري السعودي العام لكرة القدم بمسمى كأس الملك، حيث يتأهل متصدر كل دوري منطقة إلى المرحلة النهائية التي كانت بمسمى الدوري السعودي العام لكرة القدم على كأس الملك ولم تكن دوريات المناطق بطولات مثلما يعتقد البعض إنما كانت تصفيات للصعود للمرحلة النهائية من الدوري العام».
وكانت أول مباراة في كأس الملك بدأت في تمام الساعة 5:10 عصرًا من يوم الجمعة 14 جمادى الأولى 1377 بين الاتحاد من جدة والشبيبة من مكة وانتهت بفوز الاتحاد 3–1. و توج الوحدة بطلًا لأول نسخة بعد فوزه على الاتحاد في النهائي 4–0، وثأر الاتحاد لهزيمته في أول بطولة بفوزه على الوحدة في نهائي البطولة لثلاث سنوات متتالية، وشاركت المنطقة الوسطى أول مرة في عام 1962 وفاز الهلال باللقب من أول مشاركة بعدما تغلب على الوحدة في النهائي 3–2.

### لغة أسماء اللاعبين
في 6 أكتوبر 2020 قررت وزارة الرياضة أن تُكتب أسماء اللاعبين باللغة العربية على قمصانهم بدلاً من الإنجليزية، وقال عبد العزيز بن تركي آل سعود، وزير الرياضة السعودي «يسرني الإعلان عن مشاركة القطاع الرياضي في تفعيل مبادرة عام الخط العربي من خلال تعريب الأسماء على قمصان لاعبي أندية دوري كأس الأمير محمد بن سلمان للمحترفين للموسم الكروي الجديد».

## الدوري السعودي بمختلف مسمياته

### الإنشاء
كانت بطولة الدوري لكرة القدم في السعودية حتى عام 1974م (1394هـ) تحتوي على بطولات مناطقية. وفي ذلك العام تقرر توحيدها بنظام دوري النقاط على مستوى المملكة، على أن يكون على درجتين، الدرجة الممتازة والأولى.
ومن أجل تحديد الأندية المشاركة في الدرجتين قررت الجمعية العمومية السعودية لكرة القدم (الاتحاد السعودي لكرة القدم حالياً) في 7/9/1394 هـ إقامة الدوري التصنيفي من 16 نادياً من مختلف أنحاء المملكة مقسمة على مجموعتين، بحيث يتأهل الأربعة الأوائل من كل مجموعة إلى الدرجة الممتازة، ويشارك الأربعة الأواخر من كل مجموعة في دوري الدرجة الأولى.

### الدوري التصنيفي 1974–1975
وأقيم الدوري التصنيفي في موسم 1394–1395 هـ (1974–1975)، وضمت المجموعة الأولى أندية الهلال والأهلي والوحدة واليمامة (نادي الرياض حالياً) والاتفاق والأنصار والخليج والربيع، وضمّت المجموعة الثانية أندية النصر والاتحاد والشباب والكفاح (حراء حالياً) والقادسية والنهضة وأحد وعكاظ.
وتأهلت أندية الهلال والأهلي والوحدة واليمامة (ساجر حاليًا) والنصر والاتحاد والشباب والقادسية الدرجة الممتازة، وانضمت الأندية الثمانية الأخرى إلى دوري الدرجة الأولى. وتقابل النصر والهلال على نهائي الدوري التصنيفي ليحقق النصر البطولة بعد الفوز بنتيجة 3–1.

### نظام النقاط 1976–1990
بدأ الدوري السعودي الممتاز (أو الدرجة الممتازة) في أواخر عام 1395هـ (1975م) ولكن تقرر إلغاؤه بعد 33 يوم بعد اغتيال الملك فيصل. ولذلك كانت الانطلاقة الفعلية للدوري عام 1396–1397هـ (1976–77م)، وانتهى بتحقيق نادي الهلال لأول لقب واستلامه درع الدوري. وفي الموسم التالي تم رفع عدد الفرق المشاركة من ثمانية إلى عشرة فرق.
وفي الموسم الثالث للدوري (1398–1399هـ) (1978–79م) تم السماح باللاعبين المحترفين الأجانب في الدوري، وكان أبرزهم كابتن المنتخب البرازيلي روبرتو ريفالينو الذي لعب لنادي الهلال.
وفي الموسم الخامس (1402هـ) (1982م) تقرر استبدال نظام الدوري بنظام (الدوري المشترك) لسنة واحدة فقط بسبب مشاركة المنتخب السعودي في تصفيات كأس العالم لذلك العام. وتم دمج أندية الدرجة الممتازة وأندية الدرجة الأولى في مسابقة واحدة من 20 فريقاً مقسمة إلى مجموعتين، بحيث يتأهل الأول والثاني من كل مجموعة إلى نصف النهائي من مباراة واحدة، ويلعب الفائزان مباراة نهائية. وحصل نادي الاتحاد على كأس البطولة بعد فوزه على نادي الشباب 1–0. وبنهاية الدوري المشترك قرر الاتحاد السعودي لكرة القدم منع اللاعبين الأجانب من المشاركة في المسابقات السعودية.
وفي الموسم الثامن (1405هـ) (1985م) تم رفع عدد الفرق المشاركة من 10 فرق إلى 12 فريقاً. وفي الموسم الذي تلاه (1406هـ) (1986م) تم تقسيم فرق الدوري الممتاز إلى مجموعتين من ستة أندية، بحيث يتأهل صاحبا المركز الأول والثاني من كل مجموعة إلى الدوري النهائي، بينما تتنافس الأندية أصحاب المراكز الباقية في كل مجموعة مع نظرائيها في المجموعة الأخرى. أقيم الدور النهائي بين الهلال والنصر والاتحاد والوحدة بنظام الدوري ذهاباً وإياباً وحصل الهلال على المركز الأول ودرع البطولة. وفي ذلك الموسم أقيمت المباريات على العشب الطبيعي لأول مرة.
وعاد الدوري بعد ذلك إلى نظام النقاط التقليدي واستمر على ذلك النحو حتى نهاية موسم 1410هـ (1990م) الذي فاز به نادي الهلال.

### نظام المربع الذهبي 1991–2007
في الموسم الخامس عشر 1990–91م للدوري تم تغيير اسم المسابقة إلى بطولة كأس دوري خادم الحرمين الشريفين، واستحداث نظام المربع الذهبي لتحديد بطل المسابقة، بحيث يخوض أصحاب المراكز الأربعة من مسابقة الدوري مرحلة نصف نهائي على طريقة خروج المغلوب ذهاباً وإياباً. ونص النظام أن يلعب صاحب المركز الأول مع صاحب المركز الثالث، وصاحب المركز الثاني مع صاحب المركز الرابع، ويلعب الفريقان الفائزان مباراة نهائية من مباراة واحدة على كأس الدوري بدلاً من درع الدوري القديم. وحصل نادي الشباب على البطولة بفوزه على النصر في المباراة النهائية في جدة بنتيجة 1–0. واستمر العمل بنظام المربع الذهبي ستة عشر موسماً بعد ذلك حتى تم إلغاؤه بنهاية موسم 1428 هـ –2007.
وفي موسم 1413 هـ (1992–1993م) تم تطبيق احتراف اللاعبين المحليين لأول مرة في تاريخ الكرة السعودية، وصار الدوري السعودي الممتاز من ذلك الوقت مسابقة شبه–محترفة، حيث صارت نسبة كبيرة من لاعبي كل نادي من اللاعبين المتفرغين تحت نظام الاحتراف. وفي ذلك الموسم أيضاً أعيد السماح للأندية في الدرجة الممتازة بجلب اللاعبين الأجانب، بواقع ثلاثة لاعبين أجانب لكل نادي. واشترط في البداية عدم مشاركة أكثر من لاعبين اثنين من الأجانب في وقت واحد، ثم تم السماح بمشاركة الثلاثة معاً في أي وقت.
وجرت بعد ذلك بعض التعديلات الطفيفة على نظام الدوري بهدف إعطاء بعض الميزات الإضافية لمتصدر الدور التمهيدي بنظام النقاط بعد أن واجه نظام المربع الذهبي انتقادات كثير بحجة أنه لا يكافئ الفرق على مجهودها الدور التمهيدي بشكل كافٍ. وكان التعديل الأول جعل صاحب المركز الأول يلعب مع صاحب المركز الرابع بدلاً من صاحب المركز الثالث في نصف النهائي، وذلك بدءً من موسم 1417 هـ. وفي موسم 1422هـ (2002م)، أصبح المربع الذهبي يقام بطريقة السلّم، بحيث يتأهل صاحب المركز الأول إلى المباراة النهائية مباشرة، بينما يلعب صاحب المركز الثالث على أرضه مع صاحب المركز الرابع، ويلتقي الفائز منهما مع صاحب المركز الثاني على أرض الثاني، ثم يصعد الفائز للقاء صاحب المركز الأول في المباراة الختامية. وفاز الهلال صاحب المركز الأول على الاتحاد صاحب المركز الثاني في المباراة النهائية في جدة بنتيحة 2–1.
وفي الموسم الحادي والثلاثين (1428هـ الموافق 2007م) أقيم الدوري بنظام المربع الذهبي لآخر مرة، حين فاز نادي الاتحاد صاحب المركز الثاني على الهلال متصدر الدور التمهيدي في المباراة النهائية في الرياض بنتيجة 2–1.

### عودة نظام النقاط 2007–الآن
أقيم الدوري بطريقة النقاط التقليدية في موسم 1429هـ (2007–08م) لأول مرة منذ 17 موسماً. وانتهى الدوري بتعادل ناديي الهلال والاتحاد بالنقاط وتوج الهلال بدرع الدوري الجديد بسبب تفوقه على الاتحاد في المواجهات المباشرة، حسب نظام البطولة المعلن قبل بداية الموسم، بعد فوزه على الاتحاد في الجولة الأخيرة من الدوري بنتيجة 1–0.
وببداية موسم 2008–2009م (1430هـ)، تقرر تحويل الدوري إلى الاحتراف الكامل تماشياً مع متطلبات الاتحاد الآسيوي لكرة القدم، ولكن لم يتم تنفيذ شرط زيادة الفرق إلى 16 ناديًا كما هو معمول به في الدوريات الاحترافية بسبب قرارات فردية من الاتحاد السعودي سابقا وأنشئت هيئة منفصلة عن الاتحاد السعودي لكرة القدم تختص بإدارة الدوري سميت هيئة دوري المحترفين السعودي (تحولت لاحقا إلى رابطة)، على أن يتم تحويل جميع اللاعبين الهواة المشاركين في الدوري إلى محترفين في أقرب وقت. واستعاد الاتحاد اللقب من الهلال في ذلك الموسم في الجولة الأخيرة من الدوري حين فاز في الرياض بنتيجة 2–1.
وفي نهاية موسم 2009–2010م (1431هـ)، تقرر من الاتحاد السعودي قرار رسمي برفع عدد الفرق المشاركة بالدوري من 12 فريق إلى 14 فريق بدءًا من موسم 2010–11، على أن يُعاد دراسة زيادة الدوري إلى 16 نادي وذلك بإلغاء الهبوط لموسم واحد.
الحائز على لقب الدوري يتأهل إلى دوري أبطال آسيا مع صاحبي المركز الثاني والثالث في الدوري بالإضافة إلى بطل كأس الملك، وإذا كان بطل كأس الملك أحد الثلاثة الأوائل في الدوري فإنه يتأهل صاحب المركز الرابع مع الثلاثة إلى بطولة دوري أبطال آسيا التي ينظمها الاتحاد الآسيوي لكرة القدم.

## الأرقام والإحصائيات

### سجل أبطال الدوري السعودي حسب المواسم منذ 1974
سبعة أندية استطاعت تحقيق بطولة واحدة على الأقل للدوري الذي انطلق عام 1974، تستعرض القائمة التالية أبطال الدوري السعودي منذ انطلاقه.
| - 1974–75: النصر (دورة تصنيفية) - 1975–76: لم يستكمل بسبب وفاة الملك فيصل - 1976–77: الهلال (1) *أول بطولة دوري رسمية - 1977–78: الأهلي (1) - 1978–79: الهلال (2) - 1979–80: النصر (2) - 1980–81: النصر (3) - 1981–82: الاتحاد (1) - 1982–83: الاتفاق (1) - 1983–84: الأهلي (2) - 1984–85: الهلال (3) - 1985–86: الهلال (4) - 1986–87: الاتفاق (2) - 1987–88: الهلال (5) - 1988–89: النصر (4) - 1989–90: الهلال (6) - 1990–91: الشباب (1) - 1991–92: الشباب (2) - 1992–93: الشباب (3) - 1993–94: النصر (5) | - 1994–95: النصر (6) - 1995–96: الهلال (7) - 1996–97: الاتحاد (2) - 1997–98: الهلال (8) - 1998–99: الاتحاد (3) - 1999–00: الاتحاد (4) - 2000–01: الاتحاد (5) - 2001–02: الهلال (9) - 2002–03: الاتحاد (6) - 2003–04: الشباب (4) - 2004–05: الهلال (10) - 2005–06: الشباب (5) - 2006–07: الاتحاد (7) - 2007–08: الهلال (11) - 2008–09: الاتحاد (8) - 2009–10: الهلال (12) - 2010–11: الهلال (13) - 2011–12: الشباب (6) - 2012–13: الفتح (1) - 2013–14: النصر (7) | - 2014–15: النصر (8) - 2015–16: الأهلي (3) - 2016–17: الهلال (14) - 2017–18: الهلال (15) - 2018–19: النصر (9) - 2019–20: الهلال (16) - 2020–21: الهلال (17) - 2021–22: الهلال (18) - 2022–23: الاتحاد (9) - 2023–24: الهلال (19) - 2024–25: الاتحاد (10) |

### الأكثر تحقيقا للدوري

#### سجل الألقاب بحسب بداية الدوري 1974–75
| النادي  | بطل الدوري | الوصيف | مواسم البطولة | مواسم الوصافة |
| ------- | ---------- | ------ | --- | --- |
| الهلال  | 19         | 14     | 1976–77، 1978–79، 1984–85، 1985–86، 1987–88، 1989–90، 1995–96، 1997–98، 2001–02، 2004–05، 2007–08، 2009–10، 2010–11، 2016–17، 2017–18، 2019–20، 2020–21، 2021–22، 2023–24 | 1979–80، 1980–81، 1982–83، 1986–87، 1992–93، 1994–95، 1996–97، 2005–06، 2006–07، 2008–09، 2012–13، 2013–14، 2015–16، 2024–25 |
| الإتحاد | 10         | 8      | 1981–82 1996–97، 1998–99، 1999–02، 2000–01، 2002–03، 2006–07، 2008–09، 2022–23، 2024–25                                                                                   | 1983–84، 1985–86، 2001–02، 2003–04، 2007–08، 2009–10، 2010–11، 2021–22                                                       |
| النصر   | 9          | 7      | 1974–75، 1979–80، 1980–81، 1988–89، 1993–94، 1994–95، 2013–14، 2014–15، 2018–19                                                                                           | 1976–77، 1977–78، 1978–79، 1990–91، 2000–01، 2019–20، 2022–23                                                                |
| الشباب  | 6          | 5      | 1990–91، 1991–92، 1992–93، 2003–04، 2005–06، 2011–12 | 1984–85، 1988–89، 1998–99، 2004–05، 2020–21                                                                                  |
| الأهلي  | 3          | 9      | 1977–78، 1983–84، 2015–16 | 1989–90، 1995–96، 1998–99، 1999–2000، 2002–03، 2011–12، 2014–15، 2016–17، 2017–18                                            |
| الاتفاق | 2          | 2      | 1982–83، 1986–87 | 1987–88، 1991–92 |
| الفتح   | 1          | 0      | 2012–13 | – |
| الرياض  | 0          | 1      | – | 1993–94 |

#### مجموع الألقاب حسب المنطقة
| المنطقة           | عدد الألقاب | الأندية                            |
| ----------------- | ----------- | ---------------------------------- |
| منطقة الرياض      | 34          | الهلال (19)، النصر (9)، الشباب (6) |
| منطقة مكة المكرمة | 13          | الاتحاد (10)، الأهلي (3)           |
| المنطقة الشرقية   | 3           | الاتفاق (2)، الفتح (1)             |

### قائمة الأكثر تسجيلًا للأهداف منذ 1976
آخر تحديث 20 مايو 2025.
| #. | اللَّاعب              | النَّادي                                              | الأعوام   | الأهداف |
| -- | ------------------- | --------------------------------------------------- | --------- | ------- |
| 1  | ماجد عبد الله       | النصر (189)                                         | 1977–1997 | 189     |
| 2  | ناصر الشمراني       | الوحدة (20)، الشباب (102)، الهلال (45)، الاتحاد (0) | 2003–2019 | 167     |
| 3  | عمر السومة          | الأهلي (144)، العروبة (11)                          | 2014–     | 155     |
| 4  | عبد الرزاق حمد الله | النصر (77)، الاتحاد (52)، الشباب (21)               | 2018–     | 150     |
| 5  | فهد الحمدان         | الرياض (120)                                        | 1987–2002 | 120     |
| 6  | ياسر القحطاني       | القادسية (24)، الهلال (88)                          | 2002–2018 | 112     |
| 7  | محمد السهلاوي       | القادسية (6)، النصر (103)، الشباب (0)، التعاون (2)  | 2005–2021 | 111     |
| 8  | سامي الجابر         | الهلال (101)                                        | 1989–2007 | 101     |
| 9  | حمزة إدريس          | أحد (12)، الاتحاد (84)                              | 1992–2007 | 96      |
| 10 | عبيد الدوسري        | الوحدة (43)، الأهلي (50)                            | 1996–2005 | 93      |

## القنوات الناقلة
| المنطقة/البلد              | القناة                               | المصدر |
| -------------------------- | ------------------------------------ | ------ |
| الشرق الأوسط وشمال إفريقيا | شركة الرياضة السعودية شاهد (بث رقمي) |        |
| النمسا                     | سبورت ديجيتال                        | [ 12 ] |
| ألمانيا                    | سبورت ديجيتال                        | [ 12 ] |
| سويسرا                     | سبورت ديجيتال                        | [ 12 ] |
| أستراليا                   | 10 Play                              | [ 13 ] |
| البلقان                    | سبورت كلوب                           |        |
| بروناي                     | Astro SuperSport                     |        |
| ماليزيا                    | Astro SuperSport                     |        |
| الكاريبي                   | DirecTV                              |        |
| أمريكا الجنوبية            | DirecTV                              |        |
| فرنسا                      | RMC Sport                            | [ 14 ] |
| اليونان                    | Cosmote Sport                        |        |
| هونغ كونغ                  | TVB                                  |        |
| الهند                      | Sony Sports Network                  | [ 15 ] |
| إندونيسيا                  | MNC Group (iNews، MNC Sports)        | [ 16 ] |
| إيطاليا                    | Sportitalia                          |        |
| ميانمار                    | Sky Net                              |        |
| البرتغال                   | سبورت تي في                          | [ 17 ] |
| رومانيا                    | Sport Extra                          |        |
| إفريقيا جنوب الصحراء       | StarTimes Sports                     | [ 18 ] |
| تايلاند                    | True Sport                           |        |
| تركيا                      | S Sport, TVNET                       | [ 19 ] |
| فيتنام                     | FPT                                  |        |

كانت وسائل الإعلام المقروءة مثل الصحف والمجلات في السعودية هي من تقوم بنقل أخبار المباريات والمسابقات ونتائجها وأخبار الأندية السعودية وقبل بداية انتشار التلفزيون كانت المباريات تنقل عبر الإذاعة وأول إذاعة قامت بتغطية الدوري السعودي هي إذاعة شركة أرامكو في أواخر الخمسينات الميلادية، ومن ثم إذاعة طامي السعودية الخاصة والإذاعة الحكومية الرسمية في فترة الستينات الميلادية. وبعد التقدم الذي حصل في السعودية وانتشار التلفزيون، بدأ التلفزيون السعودي بنقل المباريات في فترة السبعينات والثمانينات الميلادية، وفي التسعينات الميلادية كانت قناة أوربت وشبكة قنوات راديو وتلفزيون العرب وقناة إم بي سي يقومون بنقل بعض المباريات المهمة، وفي عام 2002م بدأ بث القناة الرياضية السعودية لتوكل إليها مهمة نقل الدوري وجميع الأنشطة الرياضية السعودية. وفي عام 2006 فازت شبكة راديو وتلفزيون العرب بحقوق النقل الحصري للدوري السعودي وبمبلغ 300 مليون ريال
وفي عام 2009 أعلن الاتحاد السعودي لكرة القدم عن تجديد عقده التلفزيوني المشترك مع شبكة راديو وتلفزيون العرب لموسمين مقبلين مقابل 300 مليون ريال بواقع 150 مليون ريال للسنة الواحدة، ولكن انتقلت ملكية قنواتها الرياضية إلى شبكة الجزيرة الرياضية في 14 ديسمبر 2009. وحصلت قناة لاين سبورت على حقوق نقل بعض مباريات الدوري السعودي.
و في موسم 2011 صدر أمر خادم الحرمين الشريفين الملك عبد الله بن عبد العزيز بمنح القناة السعودية الرياضية حقوق نقل التلفزيون للمسابقات الرياضية السعـودية حصرياً لمدة 3 سنوات. وبعد انتهاء ثلاث سنوات، حصلت مجموعة mbc على حقوق جميع بطولات الكره السعودية لمدة 10 سنوات بقيمة 4 مليارات و 100 مليون ريال سعودي. 
وفي موسم 2018 استحوذت شركة إس تي سي السعودية البث الحصري لمدة 10 سنوات بباقة قنوات مشفرة تسمي دوري بلس  وتم صدور قرار من ولي العهد بإذاعة المباريات على القناة الرياضية السعودية مجانًا. وفي موسم 2021–22 أعلنت رابطة دوري المحترفين السعودي منح شركة الرياضة السعودية (SSC) الحقوق الفضائية والرقمية لمدة موسم رياضي واحد.

## أيقونات الأندية
كشفت الهيئة العامة للرياضة خلال حفل مبادرة ادعم ناديك التي دشنها تركي آل الشيخ في 24 ديسمبر 2017، الستار عن الأيقونات الخاصة بالأندية المشاركة في الدوري السعودي للمحترفين. وتنوعت أشكال الأيقونات أو التمائم ما بين شخصيات تعبر عن ألقاب عرفت بها الأندية أو حيوانات تعبر عن بيئة المنطقة التي ينتمي لها النادي. اختار الأهلي أيقونته على شكل أسد خلافاً لتوقعات أغلب المتابعين الذين كانوا يتوقعون أن يكون التمساح شعاراً للأهلي، خصوصاً مع شهرته في مدرجات النادي في السنوات الأخيرة. الأسد الأهلاوي حمل الرقم 13 على طقمه، في إشارة فيما يبدو إلى عدد بطولات كأس الملك التي حصل عليها النادي. وجاءت أيقونة الهلال متوافقة مع التوقعات، حيث اختير القرش كجالب حظ وهو ما اشتهرت به مدرجات وتيفو الهلال في السنوات الماضية، كما ظهر القرش بالرقم 5 في إشارة إلى القائد التاريخي للنادي صالح النعيمة.
نادي النصر اختار تميمته الخاصة، حيث تمثلت بشكل الفارس إشارة إلى لقبه فارس نجد، وحمل الفارس النصراوي الرقم 9 الذي يرمز لأشهر من ارتدى القميص النصراوي عبر تاريخه ماجد عبد الله. أيقونة الفيصلي شابها الكثير من الجدل، في الوقت الذي ظهرت فيه التميمة التي كشفت عنها الهيئة على شكل ثعلب، قالت مصادر أنها ليست الشخصية التي اختارتها إدارة النادي، وهو ما يفسر عدم نشر حسابات النادي الفيصلي الرسمية للأيقونة حتى الآن، مع أنباء تشير إلى تغيير محتمل في أيقونة الفيصلي.
اعتمد الاتحاد شكل النمر في أيقونته وهو ما كان يلقب به النادي منذ عقود، ويتواجد النمر بلونه القريب من ألوان الاتحاد في شعار النادي، لذلك كان من الطبيعي أن يكون هو تميمة النادي. النمر الاتحادي حمل الرقم 18، في إشارة للاعب محمد نور. اختار الباطن حيوان يعبر عن مدينته وعن المنطقة بشكل عام ألا وهو الجمل الذي حمل في بعض تفاصيله اللون السماوي ليصبح قريبا لألوان النادي. الليث الأبيض لقب شبابي قديم، ترجمه النادي في اختياره لتميمته، وحمل الرقم 6 وهو رقم قائده التاريخي فؤاد أنور. نادي التعاون نشر صورة أيقونته مختلفة عما كشفت عنه هيئة الرياضة، ولكن في الصورتين يظهر أن الشخصية المختارة هي الذئب، والذي حمل الرقم 56 إشارة لتاريخ تأسيس النادي (1956). اختيار نادي القادسية لتميمته اتجه نحو المها العربي، والذي حمل الرقم 67 الذي يرمز لسنة تأسيس النادي. نادي الفتح من الأحساء فضل اختيار تميمته على شكل البلبل الحساوي المشهور بخديه الأبيضين، في اختيار يعبر عن واقع منطقته.
رغم جمال تصميم تميمة نادي أحد، إلا أن الاختيار واجه انتقادات كثيرة من جماهير أحد وأهالي المدينة المنورة، الذين لم يعجبوا بفكرة اختيار الأفعى كأيقونة لسفير المدينة في الدوري السعودي المحترفين، ويعتبر هو النادي الوحيد الذي لم يقم باختيار أيقونته والذي تقرر له أيقونة الكوبرا واختارها له الاتحاد السعودي لكرة القدم. فارس الدهناء كما يعرف في الشرقية اختار الخيل كأيقونة للنادي، والذي كان أحد عناصر شعارات نادي الاتفاق على مر السنين. أيقونة نادي الرائد أثارت عدة تساؤلات، فتصميم الرأس جاء على شكل كرة، ولكنه يحاكي تصميم أحد أشهر معالم مدينة بريدة معقل نادي الرائد وهو برج مياه بريدة. كما تزين رأس الأيقونة بشعار الرائد الأحمر والأبيض والأسود. وتعد هذه الأيقونات شعارا رمزيا يختص بكل نادي، تستخدم في جوانب تسويقية واستثمارية بما فيها صناعة المنتجات الخاصة بها.

## الرعاية
وقعت شركة زين عقداً مع هيئة دوري المحترفين السعودي التابعة للاتحاد السعودي لكرة القدم ينص على رعاية شركة زين للدوري السعودي لمدة خمسة أعوام من بداية موسم 2009–10 كشركة راعية إلى (دوري زين للمحترفين السعودي) وكما يحق للشركة الراعية وضع شعارها على أطقم الحكام وعلى أكتاف أطقم اللاعبين وبعض الجهات المعينة في الملاعب، وفازت شركة عبد اللطيف جميل بحقوق رعاية الدوري من موسم 2013–14 حتى 2017–18.

## وصلات خارجية
- الموقع الرسمي للاتحاد السعودي لكرة القدم